# Colle di San Bernardo d'Armo
Il Colle di San Bernardo d'Armo (1.056 m s.l.m.), o Colla di San Bernardo d'Armo è un valico delle Prealpi Liguri situato in Liguria. Collega l'alta Val Tanaro con la Valle Arroscia.

## Descrizione

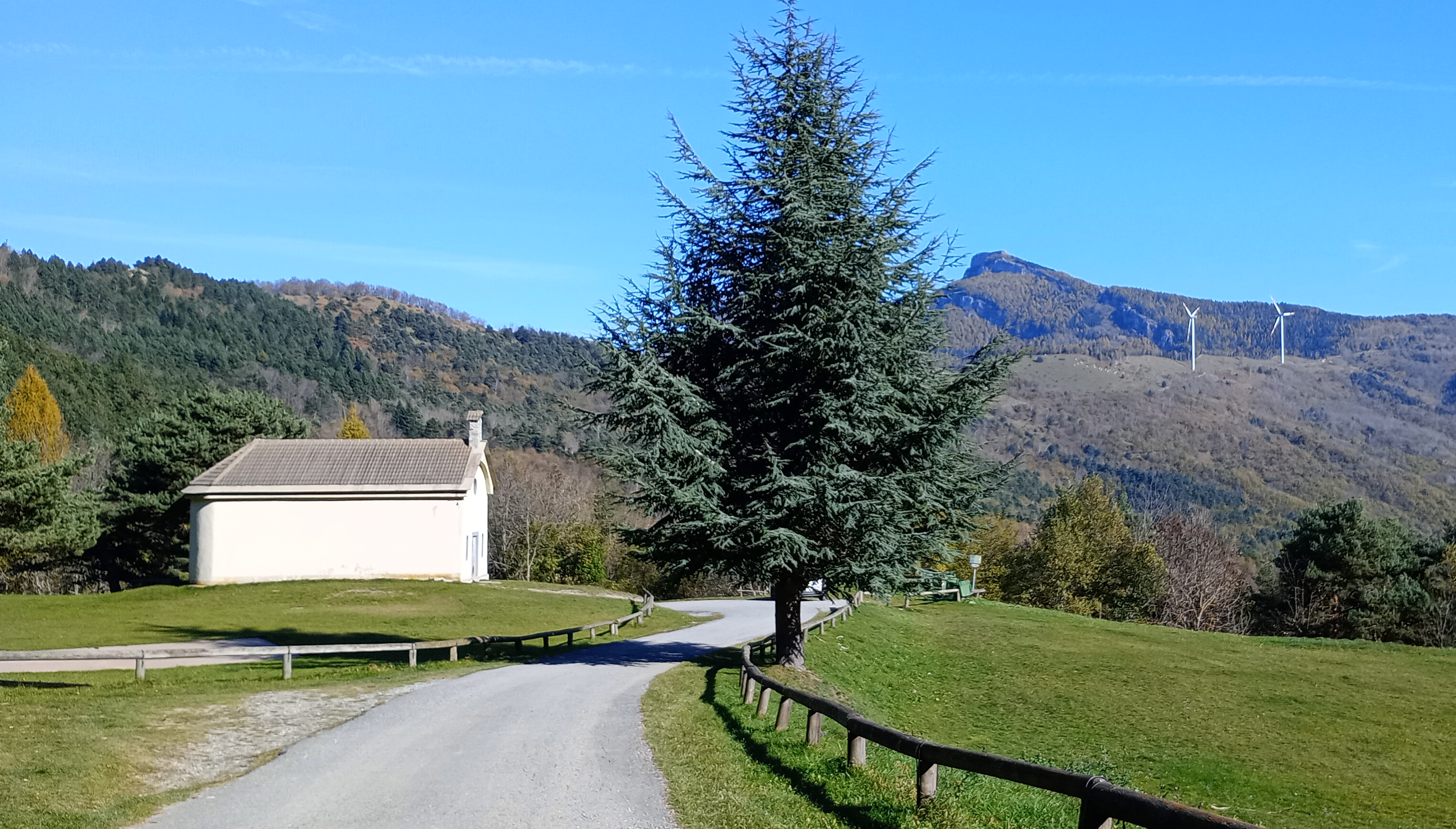
La cappella di San Bernardo

Il colle si trova sulla catena principale alpina tra i bacini del Tanaro e dell'Arroscia (un tempo chiamato "Arrosia"), quest'ultimo tributario del Centa e quindi del Mar Ligure. Si apre tra il Poggio Richermo (1215 m, a nord-est) e il Monte Ariolo (1221 m, a ovest). Una strada sterrata, che corre a mezza costa non lontano dal crinale, lo collega a nord-est con il colle di Prale, mentre con una stradina asfaltata si può raggiungere il vicino colle di Nava.

## Storia
Poco lontano dal colle sorge una cappella dedicata a San Bernard. La sua prima edificazione risalirebbe al 1641, mentre l'attuale edificio è invece databile alla ricostruzione attuata dalla popolazione negli Anni CInquanta del Novecento.

## Escursionismo

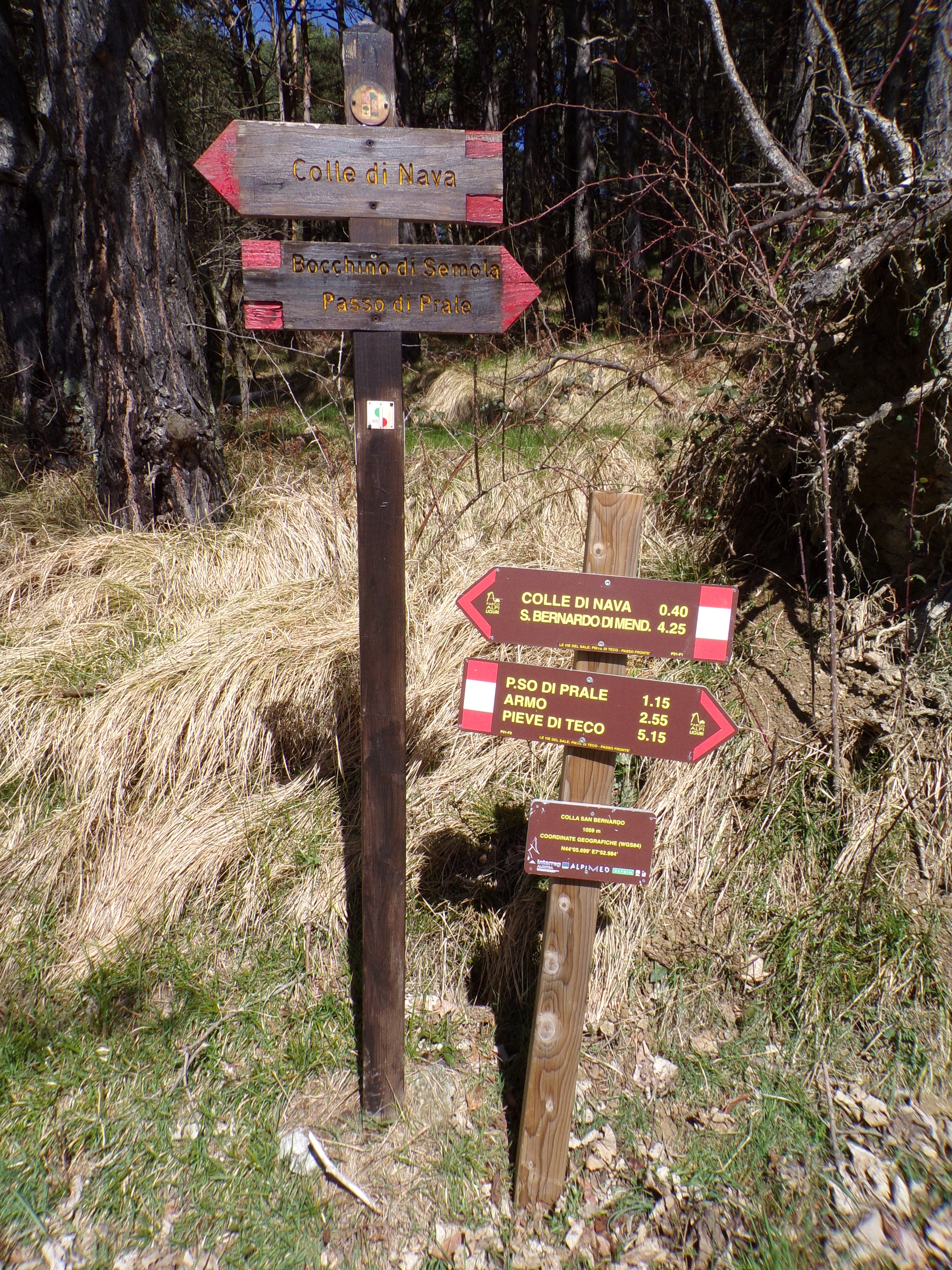
Segnalazioni escursionistiche

Il colle è raggiungibile per sentiero dal Colle di Nava. Si trova sul percorso della ottava tappa dell'Alta Via dei Monti Liguri.

## Ciclismo
Il colle è una meta ciclistica; lo sterrato che lo collega con il Bocchino di Semola e il Colle di Prale e quello di San Bernardo d'Armo alterna tratti piuttosto duri ad altri in falsopiano, ed è in generale in buone condizioni.